# 休恩亭鸟
休恩亭鸟（学名：Amblyornis germanus）是雀形目园丁鸟科的一种鸟类。该物种分布于新几内亚东北部的休恩半岛的山区，其分类地位有争议，也被认为是冠园丁鸟的亚种。